# 호르헤 칸투
호르헤 루이스 칸투 구스만(Jorge Luís Cantú Guzmán, 1982년 1월 30일 ~ )은 멕시코와 미국의 야구 선수이자, 현 멕시칸 리그 디아블로스 로호스 델 멕시코의 내야수이다.

## 미국 프로야구 시절
2002년 넌 드래프트 (Non-Draft) 아마추어 프리에이전트 계약으로 탬파베이 데블 레이스에 입단했다. 뛰어난 수비와 유격수를 제외한 전 내야 포지션을 볼수가 있으며 배팅 파워가 강점이었다. 2010년 트레이드를 통해 텍사스 레인저스로 팀을 옮기면서 월드시리즈에 출전했다. 시즌 후 샌디에이고 파드리스와 1년 계약을 체결했지만 2011년 시즌 중 팀에서 방출됐고, 한 달 뒤 다시 콜로라도 로키스와 계약했지만 메이저 리그에 오르지 못하고 시즌 후 FA 신분이 됐다.2012년 1월 LA 에인절스와 마이너 계약을 했지만 시즌 시작 전에 방출됐다.

## 멕시코 프로야구 시절
카림 가르시아가 소속되어 있는 나란헤로스 데 에르모시요에 입단해 주전 내야수로 활약했다. 2013년 WBC에서 멕시코 대표 팀으로 출전했다.

## 한국 프로야구 시절

### 두산 베어스시절
2013년 12월 9일에 계약했다. 2014년 시즌 후 재계약에 실패했다.

## 멕시코 프로야구 복귀
2015년에 티그레스 데 킨타나로오에 입단하였다.

## 연도별 타격 성적
| 연 도     | 소 속     | 경 기 | 타 석 | 타 수 | 득 점 | 안 타 | 2 루 타 | 3 루 타 | 홈 런 | 루 타 | 타 점 | 도 루 | 도 루 자 | 희 생 번 | 희 생 플 | 볼 넷 | 고 4 | 사 구 | 삼 진 | 병 살 타 | 타 율 | 출 루 율 | 장 타 율 | O P S |
| --------- | --------- | ----- | ----- | ----- | ----- | ----- | ------- | ------- | ----- | ----- | ----- | ----- | -------- | -------- | -------- | ----- | ---- | ----- | ----- | -------- | ----- | -------- | -------- | ----- |
| 2004년    | TB        | 50    | 185   | 173   | 25    | 52    | 20      | 1       | 2     | 80    | 17    | 0     | 0        | 0        | 1        | 9     | 0    | 2     | 44    | 5        | .301  | .341     | .462     | .803  |
| 2005년    | TB        | 150   | 630   | 598   | 73    | 171   | 40      | 1       | 28    | 297   | 117   | 1     | 0        | 0        | 7        | 19    | 1    | 6     | 83    | 24       | .286  | .311     | .497     | .808  |
| 2006년    | TB        | 107   | 448   | 413   | 40    | 103   | 18      | 2       | 14    | 167   | 62    | 1     | 1        | 0        | 6        | 26    | 2    | 3     | 91    | 16       | .249  | .295     | .404     | .699  |
| 2007년    | TB/CIN    | 52    | 133   | 115   | 12    | 29    | 9       | 0       | 1     | 41    | 13    | 0     | 0        | 0        | 3        | 12    | 0    | 3     | 26    | 6        | .252  | .331     | .357     | .688  |
| 2008년    | FLA       | 155   | 685   | 628   | 92    | 174   | 41      | 0       | 29    | 302   | 95    | 6     | 2        | 0        | 7        | 40    | 6    | 10    | 111   | 15       | .277  | .327     | .481     | .808  |
| 2009년    | FLA       | 149   | 643   | 585   | 67    | 169   | 42      | 0       | 16    | 259   | 100   | 3     | 1        | 0        | 5        | 47    | 4    | 6     | 81    | 15       | .289  | .345     | .443     | .788  |
| 2010년    | FLA/TEX   | 127   | 515   | 472   | 50    | 121   | 29      | 1       | 11    | 185   | 56    | 0     | 0        | 1        | 7        | 29    | 1    | 6     | 95    | 15       | .256  | .304     | .392     | .695  |
| 2011년    | SD        | 57    | 155   | 144   | 8     | 28    | 4       | 0       | 3     | 41    | 16    | 0     | 0        | 0        | 3        | 7     | 1    | 1     | 28    | 6        | .194  | .232     | .285     | .517  |
| 통산：8년 | 통산：8년 | 847   | 3395  | 3128  | 367   | 9847  | 203     | 5       | 104   | 1372  | 476   | 11    | 4        | 1        | 39       | 189   | 15   | 37    | 559   | 102      | .611  | .316     | .439     | .755  |

- 2011년 기준